# 岩城隆長
岩城 隆長（いわき たかつね）は、日本の華族（子爵）。
1877年（明治10年）、元出羽亀田藩主・岩城隆邦の三男として生まれる。妻は南部信方の長女信（離婚）。1889年（明治22年）、兄・岩城隆治が夭折したため家督を継いで子爵となる。1891年（明治24年）7月、学習院初等学科を卒業。1905年（明治38年）、玉川電気鉄道の理事になる。1906年（明治39年）、東洋製糖会社や東京豚業株式会社の設立計画に参加する。その後、活発な起業活動が災いし、投資で詐欺に遭い、財産を失って岩城家没落のきっかけを作る。1908年（明治41年）12月に隠居し、父・隆邦に家督を譲った。明治42年（1909年）11月、父隆邦の申請により、法的に廃嫡となる。
その後、隆長は1945年（昭和20年）11月に69歳で死去した。